# Duponchelia
Duponchelia és un gènere d'arnes de la família Crambidae.

## Taxonomia
- Duponchelia caidalis Oberthür, 1888
- Duponchelia fovealis Zeller, 1847
- Duponchelia lanceolalis (Guenée, 1854)
- Duponchelia naitoi Sasaki, 2008
- Duponchelia ranalis (Hampson, 1907)